# Jan Derksen
Jan Derksen (ur. 23 stycznia 1919 w Geertruidenbergu, zm. 22 maja 2011 w Amsterdamie) – holenderski kolarz torowy i szosowy, ośmiokrotny medalista torowych mistrzostw świata.

## Kariera
Pierwsze sukcesy w karierze Jan Derksen osiągnął w 1938 roku, kiedy zdobył brązowy medal w sprincie indywidualnym amatorów podczas mistrzostw świata w Amsterdamie. W zawodach tych wyprzedzili go jedynie jego rodak Jef van de Vijver oraz Włoch Bruno Loatti. Na rozgrywanych rok później mistrzostwach świata w Mediolanie Derksen był już najlepszy. Na kolejny międzynarodowy sukces musiał poczekać do 1946 roku, kiedy, już jako zawodowiec, zdobył złoty medal w sprincie na mistrzostwach w Zurychu. W swej koronnej konkurencji Holender zdobył jeszcze pięć medali: złoty na MŚ w Liège (1957), srebrny na MŚ w Kopenhadze (1949) oraz brązowe podczas MŚ w Liège (1950), MŚ w Paryżu (1958) oraz MŚ w Amsterdamie (1959). Wielokrotnie zdobywał medale torowych mistrzostw kraju, w tym 12 złotych. Startował również w wyścigach szosowych, ale bez większych sukcesów. Nigdy nie wystąpił na igrzyskach olimpijskich.